# Daan Jippes

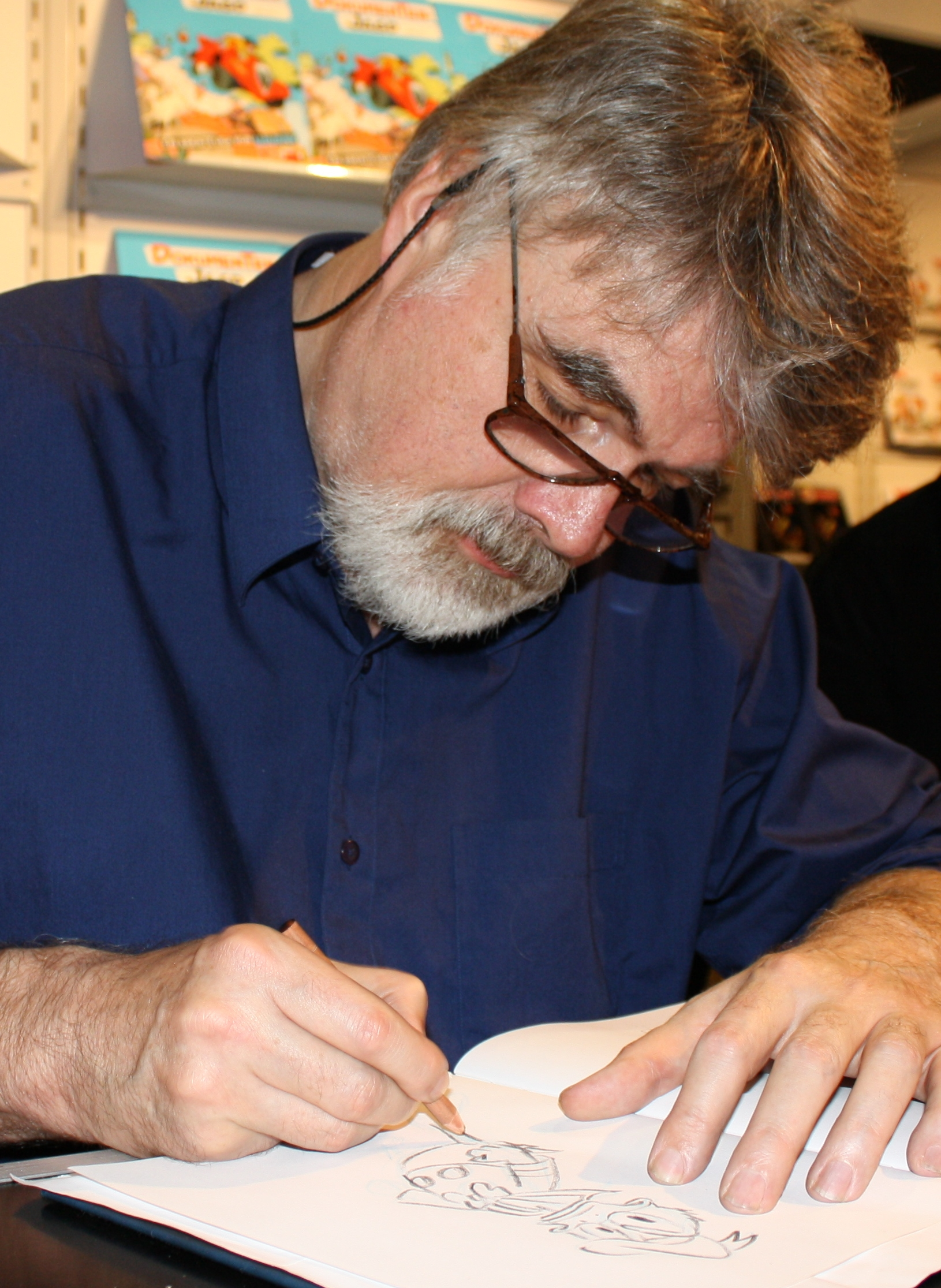
Daan Jippes in Frankfurt (2009)

Daan Jippes (* 14. Oktober 1945 in Amsterdam; eigentlich Daniel Jan Jippes) ist ein niederländischer Comiczeichner. Er ist vor allem für seine Donald-Duck-Comics bekannt.

## Leben
Daan Jippes wurde am 14. Oktober 1945 in Amsterdam geboren und kam mit fünf Jahren zum Comic, als er begann, das niederländische Mickey Magazine, vergleichbar mit der deutschen Micky Maus, zu lesen. Der Favorit seiner beachtlichen Comicsammlung blieb Robbedoes, die niederländische Version von Spirou. Als er als Teenager die Zeichenstile bekannter Künstler analysierte, bevorzugte er Franquin noch vor Carl Barks.
Jippes’ erster Comic-Strip war Hipper (1967), der in der Zeitschrift Nieuwe Revu veröffentlicht wurde, bei der er für das Layout zuständig war. 1972 wurde in der Zeitschrift Pep seine erste lange Comic-Geschichte Twee voor Thee abgedruckt, die aus der Zusammenarbeit mit Martin Lodewijk entstand. Sie gilt noch heute als Klassiker und handelt vom niederländischen Teehandel des 19. Jahrhunderts. Die Arbeit an dem 44-seitigen Album zog sich aufgrund Jippes’ großer Sorgfalt über drei Jahre bis 1972 dahin.
Der Kontakt mit Disney-Comics begann im selben Jahr, als Jippes anfing, für die niederländische Donald-Duck-Zeitschrift zu arbeiten. Sie wurde vom Oberon-Verlag herausgegeben, der auch Pep veröffentlichte. Zu dieser Zeit imitierte der Zeichner immer mehr Barks, sodass seine Zeichnungen diesem zeitweise zum Verwechseln ähnlich sahen. 1975 wurde er als freier Mitarbeiter Art Director bei dem niederländischen Verlag. 1979 ging er aufgrund einer kreativen Krise zu den Disney-Studios in Burbank, Kalifornien. Dort arbeitet er neben Comics auch im Bereich des Merchandisings und an Trickfilmen mit. 1999 wurde er Art Director des Zeichenstudios von Jan Kruis. Noch immer zeichnet er sporadisch Donald-Duck-Geschichten, wobei jedoch seine eigene Serie Duck Stories von Daan Jippes nach fünf Ausgaben wegen zu geringer Verkaufszahlen eingestellt wurde.

## Stil und Einflüsse
Jippes Stil ist einzigartig und unter allen Disney-Zeichnern unverkennbar. Er ist stark übertreibend und leicht symbolistisch geprägt, seine Geschichten sind oftmals klar übertrieben, um humoristisch zu wirken. Jippes bevorzugt Donald Duck vor allen anderen Figuren.
Laut maikeldas.com gilt Jippes als „der beste der europäischen Donald Duck-Zeichner“ und hat bereits viele, vornehmlich niederländische Zeichner beeinflusst. Er selbst ist deutlich geprägt von Carl Barks und Paul Murry, bei Landschaftsdarstellungen ist eine Ähnlichkeit mit Marco Rota erkennbar.

## Donald-Duck-Geschichten (Auswahl)
- 1975: Verdruss und Genuss (Patat-à-la-petoet), dt. 2001
- 1978: Viel Rauch um nichts (How to bring up …), dt. 2001
- 1982: Der große Preis (Totoloper), dt. 2000
- 1986: Kreislaufprobleme (Figuurschaatsen), dt. 2002
- 1991: Ein luftiges Picknick (Picknickballon), dt. 1994
- 1992: Die Entenpost (40 jaar DD Feest!), dt. 2002
- 1995: Die Flaschenaktion (Bottled Battlers), dt. 1997
- 1999: Irrungen und Wirrungen mit einem Werwolf (Pawns of the Loup Garou), dt. 2000
- 2002: Der fliegende Boote (Daredevil Delivery), dt. 2002
- 2006: Das gekühlte Tal (The Abominator), dt. 2006
- 2009: Kampf ums Köfferchen (A Tale Of Two Civvies), dt. 2009
- 2013: Kalte Post (Frosty Delivery), dt. 2014
- 2015: Die Milch macht’s (Dairy Dreams), dt. 2016

## Ausstellungen (Auswahl)
- 2013: Duckworks mit Ulrich Schröder, Mohr-Villa, München[3]
- 2014: Duckworks auf der Comiciade mit Ulrich Schröder, Aachen[4]

## Trivia
- Jippes durfte, wohl auch aufgrund seines Imitationstalentes, 24 Fähnlein-Fieselschweif-Geschichten sowie Der Erbe des Dschingis-Khan, Irrungen und Wirrungen mit einem Werwolf, Der Hilfs-Hilfspolizist und Ein Tag wie Donnerhall, allesamt von Carl Barks, neu inken.